# Dorfkirche Raila

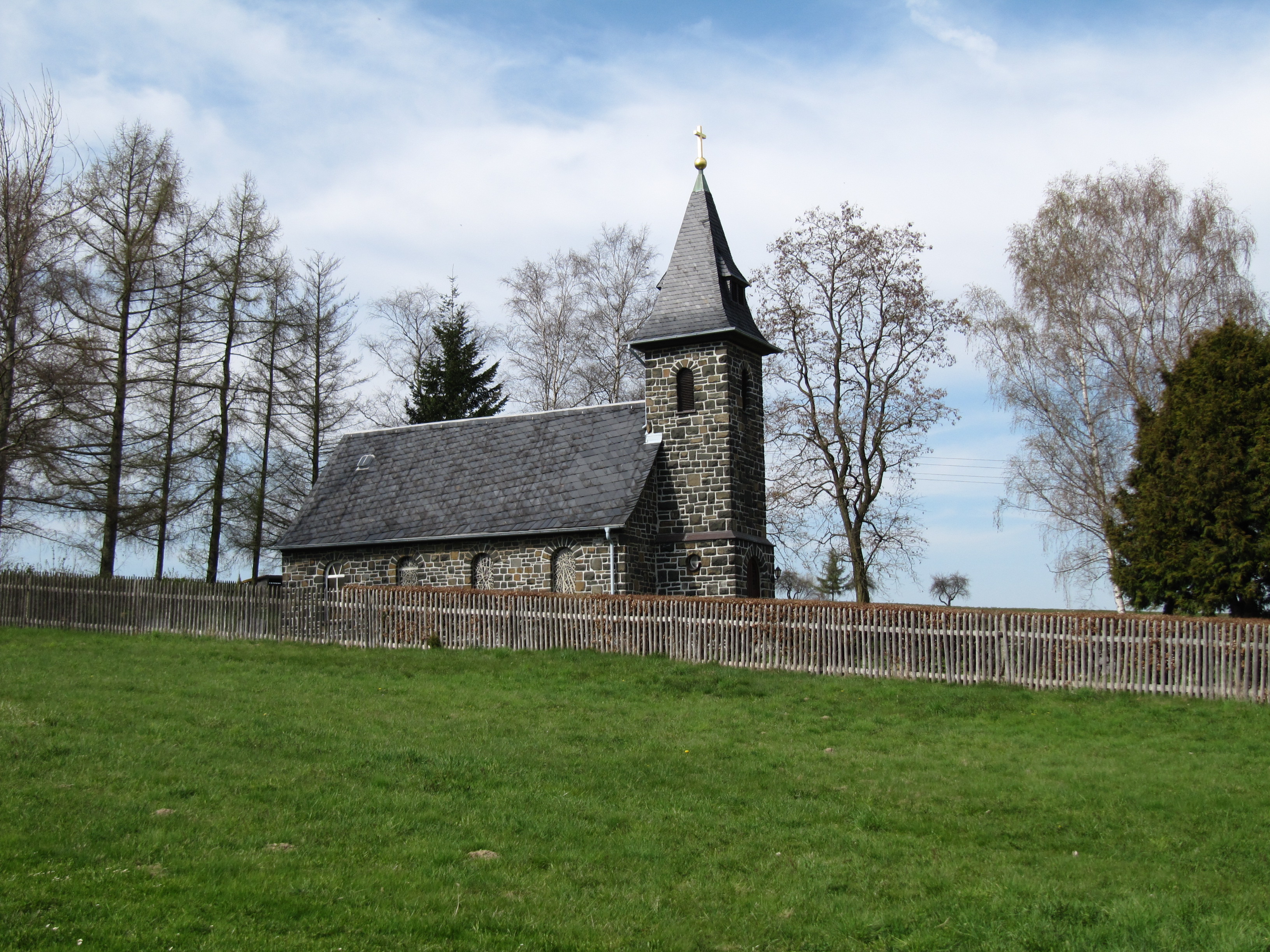
Die Dorfkirche Raila

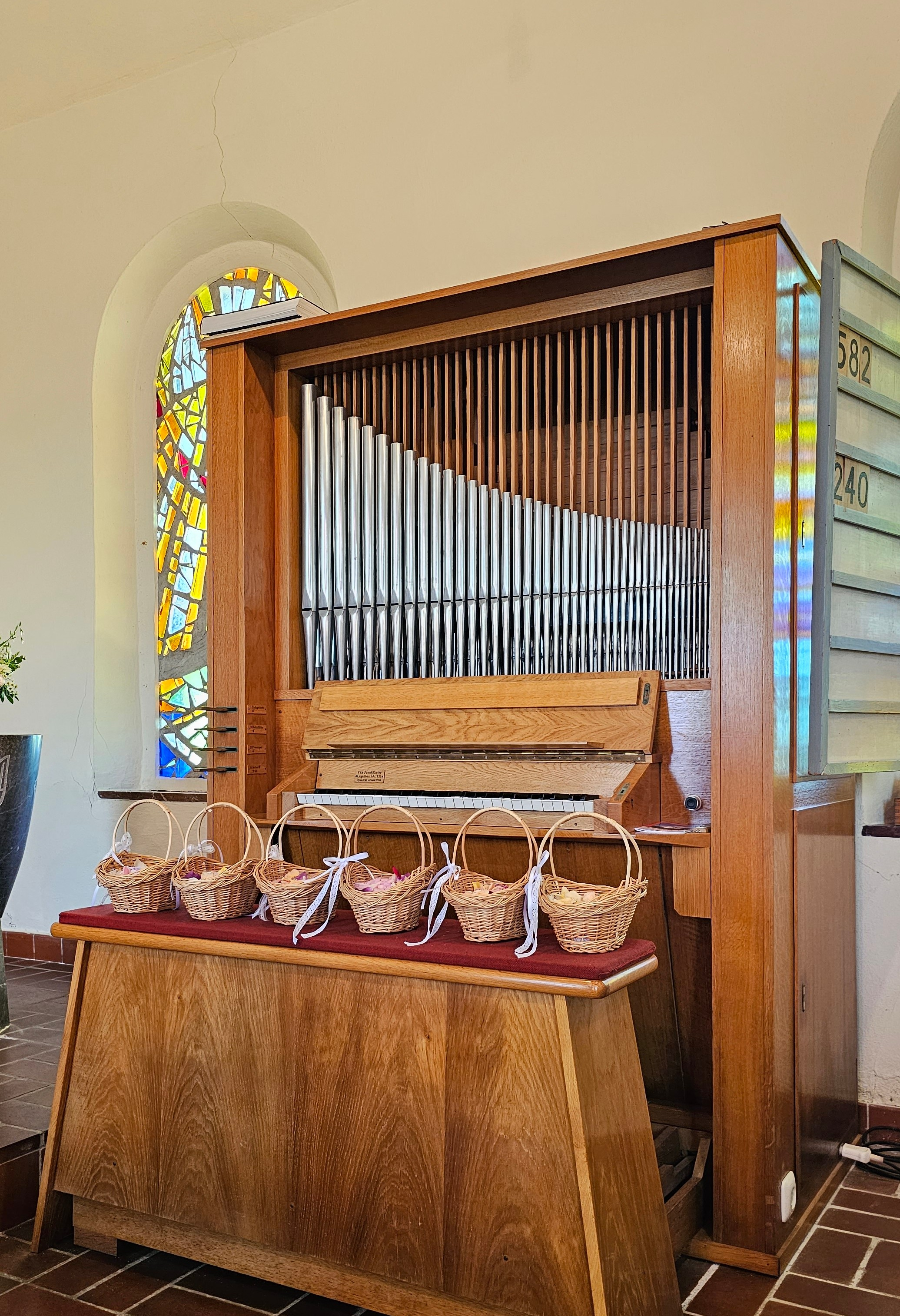
Orgel

Die evangelische Dorfkirche Raila, auch als Emmauskapelle bekannt, steht im Ortsteil Raila der Gemeinde Saalburg-Ebersdorf im Saale-Orla-Kreis in Thüringen.

## Geschichte
Nach der Einrichtung eines Friedhofs entstand in Raila der Wunsch nach einer Trauerhalle oder Kapelle. Die Planungen dafür begannen im Jahr 1954 und wurden nach einem Konzept von Baumeister Martin Zieger aus Kulm ausgeführt.

Von den Behörden in Schleiz war eine Feierhalle am Friedhof genehmigt worden. Ohne Genehmigung jedoch baute man an die Halle einen Turm, um dem Wunsch nach einer richtigen Kirche nachzukommen. Dies beschwor den Unmut der DDR-Behörden herauf, die den Bau zeitweilig stoppten. Die Landeskirche konnte vermitteln, und Pfingsten 1959 feierte die Gemeinde mit Landesbischof Mitzenheim die Weihe ihrer Emmauskapelle. 1960 erhielt die Kirche ihre Glocken. Eine Außen- und Innenrenovierung erfolgte 2000/2001.

## Ausstattung
Die Ausmalung mit Altarbild und Kanzel stammt von Kurt Thümmler. Sechs Betonglasfenster gestaltete Medardus Höbelt 1983. Der damalige Landesbischof Moritz Mitzenheim stiftete zwei Glocken. Eine Kleinorgel der Firma Sauer von 1983 steht rechts neben dem Altar. Sie verfügt über vier Register auf einem Manual mit angehängtem Pedal.